# Khab-e talkh
Khab-e talkh è un film del 2004 diretto da Mohsen Amiryoussefi, vincitore della Menzione speciale per la miglior opera prima al 57º Festival di Cannes.